# دان سلاتر
دان سلاتر (بالإنجليزية: Dan Slater)‏ هو متسابق يخت نيوزيلندي، ولد في 9 أبريل 1976.

## وصلات خارجية
- دان سلاتر على موقع أوليمبيديا (الإنجليزية)